# Reserva natural Chañy
La reserva natural Chañy es un área protegida ubicada en cercanías de la localidad de Villa Pehuenia, en el departamento homónimo, en la zona cordillerana de la provincia de Neuquén. Fue creada con el objetivo de preservar bosques naturales de araucaria o pehuén (Araucaria araucana).

## Características generales
La reserva Chañy fue creada en el año 1968 mediante el decreto provincial 1412, simultáneamente con la reserva natural Batea Mahuida, con el objetivo específico de preservar ejemplares de araucarias, —también llamados en el decreto «Pino del Neuquén», como una forma de resaltar su importancia local—, protegiendo integralmente el ecosistema que los contiene.
Se encuentra en torno a la posición 38°56′44″S 71°11′47″O / -38.94556, -71.19639 y forma aproximadamente un rectángulo con orientación noreste-sudoeste cuyo eje es el arroyo Chany. El norte de la reserva es la costa del lago Aluminé. Desde el punto de vista fitogeográfico corresponde a la ecorregión bosques patagónicos.

Integra el Sistema Provincial de Áreas Naturales Protegidas de la provincia del Neuquén desde el año 2008.
El área protegida no dispone de plan de manejo y está completamente contenida dentro de las tierras de la Corporación Interestadual Pulmarí.

## Flora y fauna
La flora de Chañy se desarrolla en tres niveles. El estrato superior está compuesto casi exclusivamente por pehuenes (Araucaria araucana), especie cuya preservación fue el objetivo de creación de la reserva. Por debajo de este nivel se desarrolla un bosque de lengas (Nothofagus pumilio) bajo el cual se extiende un sotobosque compuesto casi exclusivamente por caña coligüe (Chusquea culeou).
La fauna de la reserva incluye mamíferos como zorros colorados (Lycalopex culpaeus) y grises (Lycalopex gymnocercus), zorrinos (Conepatus humboldtii), pumas (Puma concolor) y chinchillones (Lagidium viscacia), además de algunas especies exóticas.

En el entorno del lago Aluminé se ha registrado la presencia de varias especies de aves de hábito acuático, entre ellas el macá común (Rollandia rolland), los patos zambullidor (Oxyura jamaicensis) y de anteojos (Speculanas specularis), la gallareta ligas rojas (Fulica armillata), la gaviota andina (Chroicocephalus serranus) y el martín pescador grande	(Megaceryle torquata).